# Орлов, Иван Иванович (полиграфист)
Ива́н Ива́нович Орло́в (19 июня (1 июля) 1861, деревня Меледино Горбатовского уезда, ныне Сосновский район — 11 декабря 1928, Москва) — изобретатель в области полиграфического производства, автор способов изготовления тканых кредитных билетов, однопрогонной многокрасочной печати и др. Стоял у истоков промышленного использования фотографии в России.

## Биография

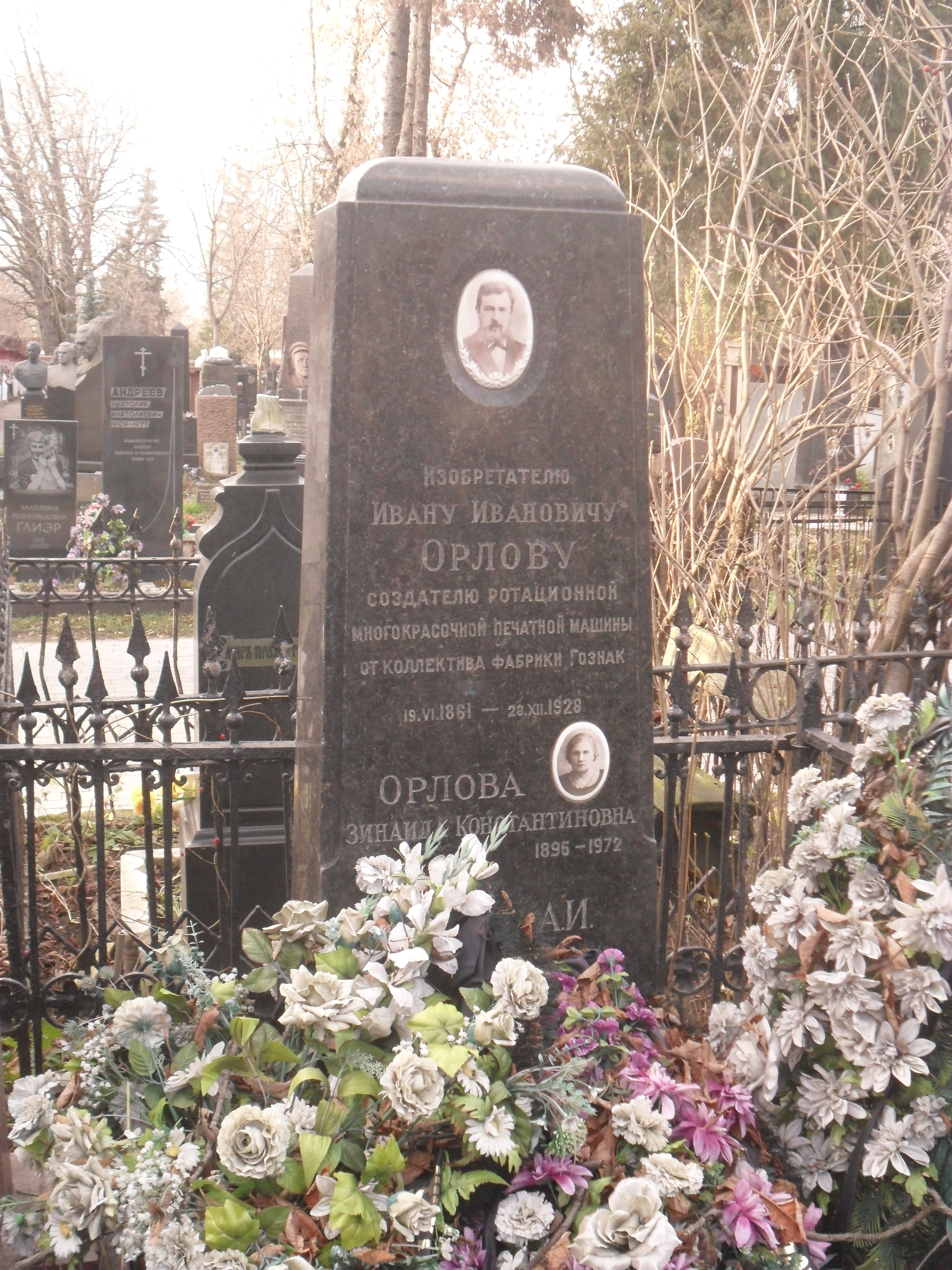
Могила Орлова на Новодевичьем кладбище Москвы.

Иван Орлов родился 19 июня 1861 года в небольшой деревне Меледино Горбатовского уезда Нижегородской губернии в бедной крестьянской семье. В детстве его отец умер, мать уехала на заработки в Нижний Новгород. Иван остался со своей бабушкой, периодически ходил с ней по деревням и просил милостыню. Когда мальчик подрос, мать увезла его в Нижний Новгород. Один из купцов заметил талант мальчика и помог ему с поступлением в Кулибинское училище. После окончания училища «с первой наградой» он поступает в Строгановское училище в Москве, при поддержке купца И. А. Власова.
В 1882 окончил Строгановское училище технического рисования в Москве.
Однажды прочитал фельетон о простоте подделки денег, автор которого в шутку высказался о вплетении ниток в бумажные купюры, чтобы затруднить их подделку. Иван Орлов воспринял идею всерьез и в 1885 году разработал устройство, призванное её технически реализовать.
С 1886 года работал в Экспедиции заготовления государственных бумаг.
В 1890 году создал способ однопрокатной многокрасочной печати (орловская печать, ирисовая печать). Орлов запатентовал его в России, Франции, Англии и Германии. Этот способ широко применяется для изготовления ценных бумаг. Около 1898 года сконструировал оригинальный пневматический самонаклад, вошедший затем в практику полиграфического производства.
Изобретения Орлова экспонировались на Парижской и Чикагской всемирных выставках, в 1902 году удостоены премии Петербургской академии наук.
Впоследствии Орлов уволился из Экспедиции и уехал в Лондон, где продал свой патент фирме «Хилс, Ворд и Соусвуд». Перед этим он написал управляющему Экспедиции Борису Борисовичу Голицыну: «Мне не достало бы сил и жизни добиться в России и сотой доли тех результатов, какие, при моем участии, возможны на Западе». Через год вернулся в Россию, уединился, стал жить в имении, которое купил на заработки в Экспедиции.
В 1919 году Орлова арестовали органы ЧК, но народный суд не нашёл в его действиях преступления. Орлов приехал в Москву, где случайно встретил знакомого по Экспедиции (которая к тому времени переехала в Москву и стала фабрикой Гознака). Его ученики кардинально усовершенствовали машину.
Почти до самой смерти в 1928 году Орлов проработал в Гознаке. Он предложил использовать способ гравировки в качестве основного технического элемента защиты от подделки (глубокая печать).

## Произведения
- О некоторых усовершенствованиях в ткацком деле // «Записки Русского технического общества». — 1889. — № 11.
- О применении фотографии в промышленности, особенно ткацкой // «Записки Русского технического общества». — 1890. — № 11.
- Новый способ многокрасочного печатания с одного клише. — СПб., 1897.
- Новый способ многокрасочного печатания. Дополнение к сообщению… — СПб., 1898.

## Орловская печать
Впервые орловская печать была использована в 1892 году при изготовлении билетов достоинством 25 рублей. В 1894 году с применением нового способа печати начали изготавливать кредитные билеты достоинством 10 рублей, а в 1895 — 5 рублей. В народе эти банкноты прозвали «радужными».

## Главные достижения
- Способ многокрасочной орловской печати
- Способ ирисовой печати
- Машина для многокрасочного печатания
- Пневматический самонаклад — аппарат для автоматической подачи в печатную машину до 120 листов в минуту
- Изобретение по многокрасочному ситцепечатанию

## Память
- Репортаж «Изобретатель „радужных“ денег», Нижегородский музей-заповедник
- Статья «Выдающийся изобретатель», АО Гознак (Санкт-Петербург), 2019 г.
- Статья «Об изобретателе „радужных“ денег И. И. Орлове», авторы Ю. Г. Серова, С. В. Кудрявцева, С. И. Крупинова, М. А. Мохова, «Деньги и Кредит», Издание Банка России, сентябрь 2016.
- Документальный фильм «История одного изобретения», режиссёр Александр Ничиков, студия «ТПН» (Хабаровск), 2014 г.

## Семья

### Супруги
Первая супруга Татьяна Федоровна Орлова, Москва. Мать законных детей Орловых Николая и Александры.
Вторая супруга Зинаида Константиновна Орлова (1896—1972), Москва. Детей в браке не было.

### Сын Николай Иванович Орлов (1887—1941)
Сын Николай Иванович Орлов (1887—1941), Нижний Новгород. Назван в честь императора Николая II. Получал образование в Германии — во время Великой Отечественной войны был расстрелян по подозрению в шпионаже. Позже в СССР был реабилитирован. Был женат на Орловой Прасковье Михайловне, у них было 6 детей:
- Орлов Николай Николаевич, Нижний Новгород.
- Орлова Елена Николаевна, Нижний Новгород.
- Орлова Александра Николаевна (1926—2010), Нижний Новгород.
- Орлов Алексей Николаевич, Нижний Новгород.
- Орлов Борис Николаевич (1932—2000), Нижний Новгород. Был женат, есть сын Орлов Лев Николаевич (1961 г.р.)
- Орлова Нина Николаевна (1937 г.р.), Нижний Новгород

### Дочь Александра Ивановна Орлова
Дочь Александра Ивановна Орлова (Рыкунова после замужества), Нижний Новгород. В браке была рождена дочь.
- Рыкунова Татьяна Николаевна, Нижний Новгород. Есть дети:
  - Рыкунова Людмила Леонидовна, Нижний Новгород.

### Другие потомки
Внук Александр Александрович Ничиков (1949 г.р.), Хабаровск